# Cenred (roi de Mercie)
Vous lisez un « bon article » labellisé en 2013.
Pour les articles homonymes, voir Coenred.
Cenred ou Coenred (fl. 675-709) est roi de Mercie de 704 à 709. Il est le fils du roi Wulfhere et de son épouse Ermenilda de Kent. À la mort de son père, en 675, son oncle Æthelred devient roi. Celui-ci abdique pour entrer dans les ordres en 704, et Cenred monte alors sur le trône.
On ne sait pas grand-chose du bref règne du Cenred, en dehors d'une mention d'invasions galloises dans une source contemporaine. Cenred abdique en 709 pour se rendre en pèlerinage à Rome, où il se fait moine et meurt à une date inconnue. Ni femme ni enfants ne lui sont connus, bien que des chroniques ultérieures fassent de lui l'ancêtre du roi Wigstan de Mercie (mort en 849). Son cousin Ceolred, fils d'Æthelred, lui succède.

## Contexte et sources

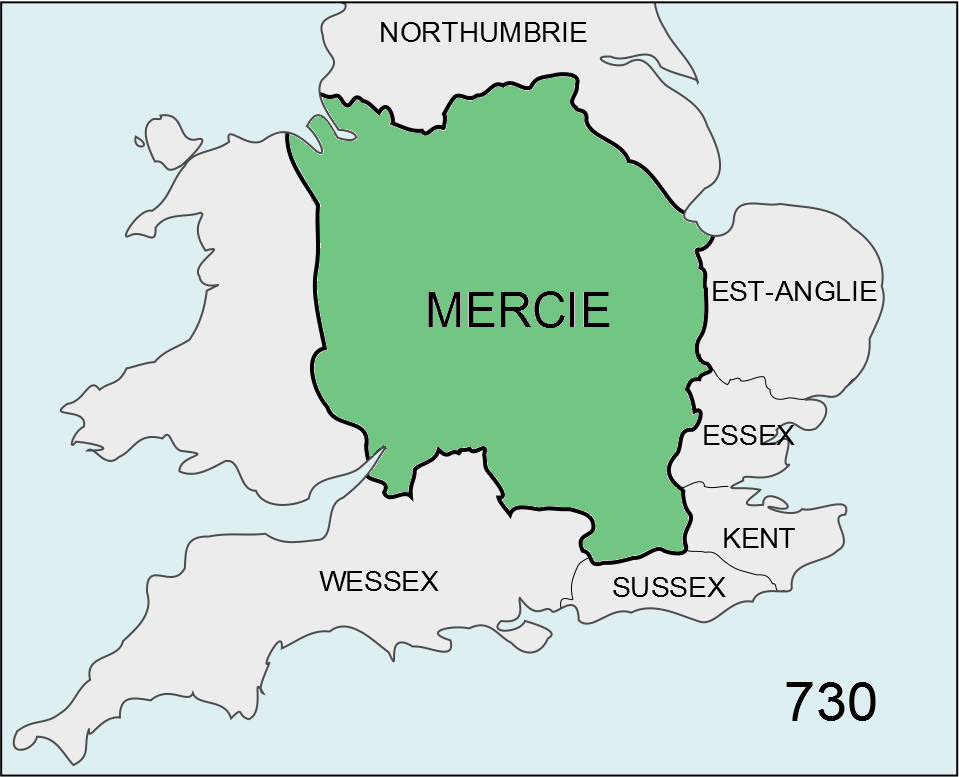
La Mercie au début du VIIIe siècle.

Au début du VIIIe siècle, l'Angleterre est presque entièrement divisée entre plusieurs royaumes anglo-saxons. Parmi ceux-ci, la Mercie occupe les actuels Midlands. Elle est entourée par la Northumbrie au nord, au sud par le Wessex et le Sussex et à l'est par l'Est-Anglie, l'Essex et le Kent. L'Essex, situé entre l'Est-Anglie et le Kent, inclut alors la ville de Londres. Les origines du royaume de Mercie ne sont pas clairement connues, faute de sources fiables, et ce n'est qu'à partir du deuxième quart du VIIe siècle, sous le règne de Penda, le grand-père paternel de Cenred, qu'apparaissent les premiers éléments factuels solides.
La principale source littéraire concernant cette période est l'Histoire ecclésiastique du peuple anglais du moine northumbrien Bède le Vénérable, achevée vers 731. Cet ouvrage se concentre avant tout sur l'histoire de l'Église, mais il contient également d'importantes informations sur la vie politique des royaumes anglo-saxons. Cependant, si Bède disposait de contacts avec des monastères dans le Wessex et le Kent, il ne semble pas avoir entretenu de tels contacts en Mercie, et l'image qu'il offre de ce royaume est donc moins précise. Des informations supplémentaires sont fournies par les chartes, des documents enregistrant les donations royales de terres à des personnes ou à des établissements religieux,, ainsi que par la Chronique anglo-saxonne, compilée au Wessex à la fin du IXe siècle mais incorporant des informations d'origine plus ancienne. Enfin, Cenred est également mentionné dans les hagiographies de deux saints, Wilfrid et Guthlac de Croyland, rédigées au VIIIe siècle.

## Biographie

### Ascendance et règne
En 658, Wulfhere, père de Cenred, monte sur le trône de Mercie à la suite d'une révolte qui met un terme à trois années de domination northumbrienne. À sa mort, en 675, son frère Æthelred lui succède. Il est possible que Cenred, dont on ignore la date de naissance, ait été jugé trop jeune pour succéder à son père. La Northumbrie est durablement affaiblie par la défaite que lui inflige Æthelred lors de la bataille de la Trent en 679, puis par la déroute qu'elle subit face aux Pictes en 685 à la bataille de Nechtansmere. Æthelred parvient également à étendre son influence dans le sud-est de l'Angleterre en envahissant le Kent en 676 et en confirmant des donations faites par les rois Oswine et Swæfheard, signe de son implication dans les affaires kentiques. Une de ses chartes, datant d'entre 693 et 704, concède des terres à l'évêque de Londres Waldhere. Il ne semble cependant pas avoir cherché à développer plus avant son expansion vers le sud ; la montée en puissance du Wessex sous les règnes de Cædwalla et d'Ine ne lui en laisse probablement guère l'opportunité.
D'après la Chronique anglo-saxonne, Cenred devient souverain du royaume des Southumbriens en 702, puis roi de Mercie en 704. Ces annales sont difficiles à interpréter, car les « Southumbriens » sont ceux qui vivent au sud du Humber, la frontière septentrionale de la Mercie. Il est possible que Cenred et Æthelred aient régné ensemble pendant deux ans, jusqu'à ce que ce dernier abdique, à moins que les chroniqueurs n'aient consigné à deux reprises le même événement, en s'appuyant sur des sources divergentes. D'après la Vie de saint Guthlac rédigée au VIIIe siècle, Cenred est désigné comme héritier par Æthelred alors que celui-ci a au moins un fils, Ceolred. L'ancien roi semble conserver une certaine influence sous le règne de son neveu : ainsi, un épisode de la Vie de saint Wilfrid montre Æthelred convoquant Cenred et lui faisant jurer d'apporter son soutien à Wilfrid dans le conflit qui l'oppose à la hiérarchie de l'Église,,.
La Vie de saint Guthlac apporte quelques informations sur le règne de Cenred, mal connu par ailleurs. Elle mentionne des conflits avec les Gallois : « à l'époque de Coenred roi des Merciens […] les Bretons, implacables ennemis de la race saxonne, troublaient les Anglais avec leurs attaques, leurs pillages, et leurs dévastations ». Ces invasions galloises ont longtemps été considérées comme la cause de l'édification de la digue de Wat par Æthelbald, roi de Mercie de 716 à 757. La datation de cette fortification reste cependant sujette à débats : elle est peut-être antérieure ou postérieure à ce règne.
Quelques chartes du règne de Cenred le présentent comme le suzerain des rois d'Essex. Un de ces rois, Offa, fait une donation dans le territoire des Hwicce par une charte où il est appelé « sous-roi » de Cenred, qui confirme cette donation. Cenred et son successeur Ceolred confirment également des donations faites à l'évêque de Londres Waldhere, signe de la tutelle mercienne sur la ville. Sous les règnes des successeurs de Cenred, cette tutelle indirecte laisse peu à peu place à une domination directe,. Une donation de Cenred à une moniale nommée Feleburg dans le Herefordshire est également attestée, ainsi que des faux conférant des privilèges à la cathédrale Saint-Paul de Londres et à l'abbaye d'Evesham,.
L'influence mercienne sur le Kent reste limitée sous le règne de Cenred. Dans une lettre écrite en 704 ou 705, l'évêque de Londres Waldhere rapporte à l'archevêque de Cantorbéry Berhtwald que Cenred l'a invité à un concile qui doit se tenir « au sujet de la réconciliation d'Ælfthryth ». L'évêque indique avoir décliné l'invitation, faute de connaître l'opinion (apparemment importante) de Berhtwald à ce sujet ; aucune autre référence à cette affaire ne subsiste. La lettre décrit un concile devant se tenir à Brentford pour arbitrer une querelle entre les rois d'Essex et du Wessex. D'après l'historien Frank Stenton, cette lettre témoigne des « relations confuses des Anglais du Sud à une époque où ils n'avaient pas de suzerain commun ». Il est possible que le prestige réduit de Cenred et Ceolred par rapport à leur prédécesseur Æthelred ait suscité une certaine agitation au sein de la noblesse mercienne, insatisfaite de la lignée royale.

### Abdication et succession
Cenred semble avoir été un roi très religieux, comme l'illustre le récit fait par Bède de l'histoire d'un compagnon de Cenred damné pour ses péchés, bien que le roi l'ait exhorté à se repentir et à se convertir. En 709, il abdique en faveur de son cousin Ceolred, le fils d'Æthelred, afin de se faire moine à Rome. Selon le chroniqueur médiéval Guillaume de Malmesbury, l'anecdote rapportée par Bède est à l'origine de cette décision, mais il ne s'agit sans doute là que d'une hypothèse. Cenred part pour Rome accompagné du roi Offa d'Essex et, à son arrivée, le pape Constantin le fait moine. Le Liber Pontificalis, récit de la vie des papes, relate leur arrivée : « en son temps, deux rois des Saxons vinrent parmi bien d'autres prier les apôtres ; leurs vies ne tardèrent pas à s'achever, comme ils l'espéraient ». Une source du XIe siècle, la Vita Ecgwini, affirme que Cenred et Offa étaient accompagnés d'Ecgwine, mais cette version des faits est généralement jugée douteuse.
La plupart des historiens ne remettent pas en raison le récit de Bède, mais Barbara Yorke estime que Cenred et Offa n'ont peut-être pas abdiqué de leur propre chef. On connaît, en effet, des exemples de rois contraints d'abandonner le pouvoir et d'entrer dans les ordres, pour étouffer leurs prétentions au trône : c'est le cas du roi de Northumbrie Osred II, cloîtré de force dans un monastère en 790. En revanche, s'il faut croire Bède, alors les relations amicales entre Offa et Cenred démontrent que l'hostilité n'était pas forcément la norme entre un vassal et son suzerain.
Cenred reste à Rome jusqu'à sa mort, dont on ignore la date. On ne lui connaît ni femme, ni enfants. Toutefois, des chroniques conservées à l'abbaye d'Evesham font de saint Wigstan (mort en 849) son descendant, sans préciser si c'était par son père Wigmund, fils de Wiglaf, ou bien par sa mère Ælfflæd, fille de Ceolwulf Ier.